# Ioana Bantaș
Ioana Bantaș (n. 10 noiembrie 1937, Clocociov, județul Olt – d. 7 decembrie 1987, București) a fost o poetă din generația scriitorilor șaizeciști. A fost soția poetului Cezar Baltag.

## Activitatea
Ioana Bantaș a debutat în anul 1957 în revista Tînărul scriitor. În anul 1966 a debutat editorial  cu volumul de versuri Memorie de iulie, cu o  prefață de Alexandru Piru.

## Opera
- Memorie de iulie, prefață de Al. Piru, București, 1966;
- Poarta spre vid, București, 1969;
- Vertebra lui Yorick, București, 1970;
- Scrisori către Orfeu, București, 1972;
- Dimineața primigeniei, București, 1980.

## Legături externe
- Arhivat în 24 septembrie 2015, la Wayback Machine. Scrisul feminin și dicționarul său